# Liste der portugiesischen Botschafter in Indien

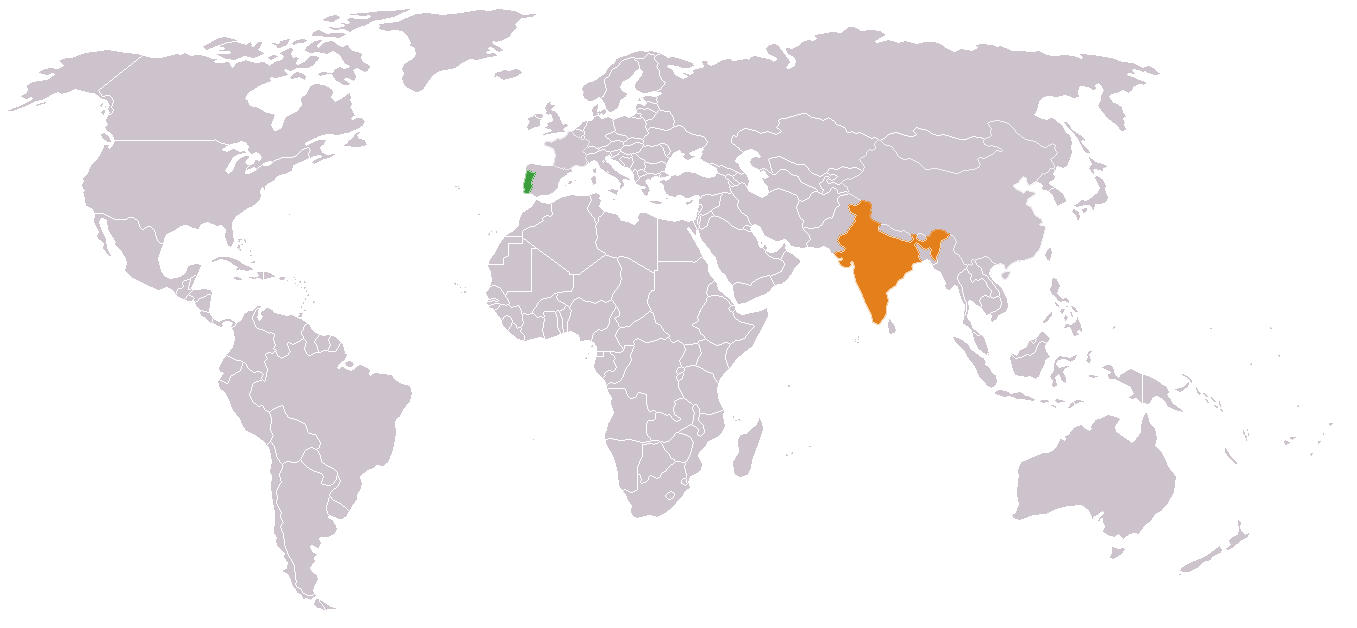
Lage Portugals (grün) und Indiens (orange)

Die Liste der portugiesischen Botschafter in Indien listet die Botschafter der Republik Portugal in Indien auf. Die beiden Staaten unterhalten seit 1948 diplomatische Beziehungen.
Seit der Ankunft Vasco da Gamas in Indien 1498 bestehen Beziehungen zwischen beiden Ländern. Nach der Unabhängigkeit Indiens von Großbritannien 1947 vereinbarten Portugal und Indien 1948 erstmals diplomatische Beziehungen. Im Januar 1949 akkreditierte sich erstmals ein portugiesischer Vertreter in Indiens Hauptstadt Neu-Delhi. Die beiderseitigen Beziehungen waren durch die weiterbestehenden portugiesischen Kolonien in Indien, auf die Indien Anspruch erhob und auf die Portugal nicht verzichten wollte, belastet. Im Jahr 1955 übernahm Indien de facto die Kontrolle über das bislang portugiesische Dadra und Nagar Haveli und 1961 besetzte Indien in einer kurzen Militäraktion die restlichen portugiesischen Besitzungen (Goa, Daman und Diu) was zum Abbruch der diplomatischen Beziehungen durch Portugal führte. Nach der Nelkenrevolution 1974 und dem Ende des kolonialen Estado Novo-Regimes in Portugal nahmen beide Länder ihre diplomatischen Beziehungen 1977 wieder auf.
Die portugiesische Botschaft residiert in der Hausnummer 4 der Panchsheel Marg in Chanakyapuri in der indischen Hauptstadt Neu-Delhi.
In Goa unterhält Portugal zudem ein Generalkonsulat, daneben bestehen in Kalkutta (offiziell Kolkata) und Mumbai (früher Bombay) Honorarkonsulate Portugals.

## Missionschefs
| Name                                                | Bild   | Amtszeit                             | Anmerkungen |
| Indien                                              | Indien | Indien                               | Indien |
| --------------------------------------------------- | ------ | ------------------------------------ | --- |
| Vasco Vieira Garin                                  |        | 10. Januar 1949 – 1955               | Ministro Plenipotenciário in der 1949 eröffneten Legation in Neu-Delhi; am 27. Januar 1947 akkreditiert, 1955 wurde die Legation wieder geschlossen |
| Gabriel Mesquita de Brito                           |        | 21. März 1975 – 22. Juni 1976        | Geschäftsträger an der neueröffneten Botschaft, am 14. April 1975 akkreditiert                                                                      |
| Luis Gaspar da Silva                                |        | 22. Juni 1976 – 15. August 1979      | Botschafter, am 19. Juli 1976 akkreditiert |
| João Eduardo Monteverde Pereira Bastos              |        | 19. Oktober 1979 – 4. Juni 1982      | Botschafter, am 30. November 1979 akkreditiert |
| António Manuel da Veiga e Meneses Cordeiro          |        | 26. Juni 1982 – 4. März 1984         | Botschafter, am 5. Juli 1982 akkreditiert |
| António Telo Moreira de Almeida de Magalhães Colaço |        | 16. April 1984 – 9. Mai 1988         | Botschafter, am 18. Mai 1984 akkreditiert |
| Álvaro Manuel Soares Guerra                         |        | 6. Juli 1988 – 22. Dezember 1992     | Botschafter, am 2. August 1988 akkreditiert |
| José Augusto Baptista Lopes e Seabra                |        | März 1993 – 1. September 1993        | Botschafter, am 23. März 1993 akkreditiert |
| Marcello de Zaffiri Duarte de Mathias               |        | 1. November 1993 – 16. November 1997 | Botschafter, am 16. November 1993 akkreditiert |
| Manuel Marcelo Monteiro Curto                       |        | 28. Oktober 1997 – 31. März 2001     | Botschafter, am 27. November 1997 akkreditiert |
| Francisco Manuel Guimarães Henriques da Silva       |        | 23. April 2001 – 28. August 2002     | Botschafter |
| Joaquim José Lemos Ferreira Marques                 |        | 18. November 2002 – 30. Januar 2007  | Botschafter |
| Luís Filipe Carrilho de Castro Mendes               |        | 23. Februar 2007 – 25. Januar 2011   | Botschafter |
| Jorge Ayres Rosa de Oliveira                        |        | 23. Februar 2011 – 20. November 2015 | Botschafter, am 1. April 2011 akkreditiert |
| João do Carmo Ataíde da Câmara                      |        |                                      | seit dem 9. Dezember 2015 akkreditiert |